# Høre stavkirke
Høre stavkirke (Hurum stavkirke) (norrønt: Horðinnar) er en stavkirke fra 1179, i bygden Høre længst mod øst i Vang kommune i Innlandet. Dele af kirken er dendrokronologisk dateret af Norsk institutt for kulturminneforskning til vinteren 1178-1179, hvilket stemmer overens med en runeinskription i taget, som henviser til slaget på Kalvskinnet 19. juni 1179, hvor kong Sverre og birkebeinerne vandt over Erling Skakke og baglerne.
Kirken er ombygget omkring år 1822. Det er dog den anden kirke på stedet, hvor den tidligere var en stolpekirke med stolper der stod fast i jorden.